# Гроссман, Курт
Курт Рихард Гроссман (нем. Kurt Richard Grossmann; 21 мая 1897, Берлин — 2 марта 1972, Майами) — немецкий и американский журналист и публицист, писавший преимущественно на немецком языке.

## Биография
В 1926—1933 годах Гроссман занимал должность генерального секретаря Немецкой лиги за права человека и решительно выступал против поднимавшего голову национал-социализма. 28 февраля 1933 года Гроссман бежал из Германии в Прагу, оттуда в Париж и в конечном итоге в США. Его фамилия была включена в первый список 33 немцев, лишённых гражданства Германской империи. В США Гроссман получил после войны американское гражданство.
Гроссман обладал выдающимся организаторским талантом. Он играл ведущую роль в организациях, помогавших бежать из Германии и помог многим германским эмигрантам в Праге, Париже и США, оказывал им материальную поддержку, хотя сам часто находился в весьма стеснённых обстоятельствах. После войны Гроссман работал во Всемирном еврейском конгрессе, позднее в Еврейском агентстве и Еврейском совете по материальным требованиям против Германии. Одновременно Гроссман продолжал заниматься и сотрудничал с практически всеми эмигрантскими изданиями.
После войны Гроссман некоторое время работал корреспондентом социал-демократической газеты «Форвертс» в США и писал статьи для многих леволиберальных изданий Германии. Гроссман опубликовал около 8500 статей и несколько книг. Его наиболее известным сочинением является вышедшая в 1957 году книга «Невоспетые герои» об участниках немецкого Сопротивления.
Умер от сердечного приступа.

## Труды
- Ossietzky : Ein deutscher Patriot. Verleger Kindler, München 1963 Mit einer Bibliographie C. v. Ossietzkys
- Die Emigration — Die Geschichte der Hitlerflüchtlinge 1933—1945. 408 S., EVA, Frankfurt am Main 1969
- Die Ehrenschuld. Kurzgeschichte d. Wiedergutmachung. Ullstein, Frankfurt 1967
- Die unbesungenen Helden; Menschen in Deutschlands dunklen Tagen. 388 S., Arani Verlag, Berlin 1957
- The Jewish refugee. Zusammen mit Arieh Tartakower, Verleger Institute of Jewish Affairs of the American Jewish Congress and World Jewish Congress, New York 1944
- Peace and the German problem. Verleger New Europe, New York 1943. Gesamttitel: World reconstruction pamphlet series ; 3
- Fünf Jahre! : Flucht, Not u. Rettung. Hrsg. von d. Demokratischen Flüchtlingsfürsorge, Verlag Demokrat. Flüchtlingsfürsorge, Prag 1938. Anonym erschienen
- Carl von Ossietzky, 143 S., Europa Verlag, Zürich 1937
- Menschen auf der Flucht : drei Jahre Fürsorgearbeit für die deutschen Flüchtlinge. Hrsg. von d. Demokratischen Flüchtlingsfürsorge, Verlag der Demokratischen Flüchtlingsfürsorge, Prag 1936. Anonym erschienen
- Der gelbe Fleck : ein Bericht vom Frühjahr 1933. Unter dem Pseudonym Hermann Walter. Verlag Tschechische Liga Gegen d. Antisemitismus, Prag, 1933
- Juden in brauner Hölle : Augenzeugen berichten aus SA-Kasernen u. Konzentrationslagern. Unter dem Pseudonym Felix Burger, Umschlagbild von John Heartfield, Verlag Die Abwehr, Prag 1933
- 13 Jahre «republikanische» Justiz. Voco-Verlag, Berlin 1932 Gesamttitel: Republikanische Bibliothek ; Bd. 1